# 조한철 (야구인)
조한철(趙漢哲, 1970년 8월 17일 ~ )은 전 KBO 리그 LG 트윈스, 쌍방울 레이더스의 투수였다.

## 출신 학교
- 동산고등학교
- 경남대학교 (1990학번)(중퇴)